# Martin Ritt
 (avril 2019).
Si vous disposez d'ouvrages ou d'articles de référence ou si vous connaissez des sites web de qualité traitant du thème abordé ici, merci de compléter l'article en donnant les références utiles à sa vérifiabilité et en les liant à la section « Notes et références ».
Pour les articles homonymes, voir Ritt.
Martin Ritt est un réalisateur américain né le 2 mars 1914 à Manhattan (New York) et mort le 8 décembre 1990 à Santa Monica (Californie).

## Biographie

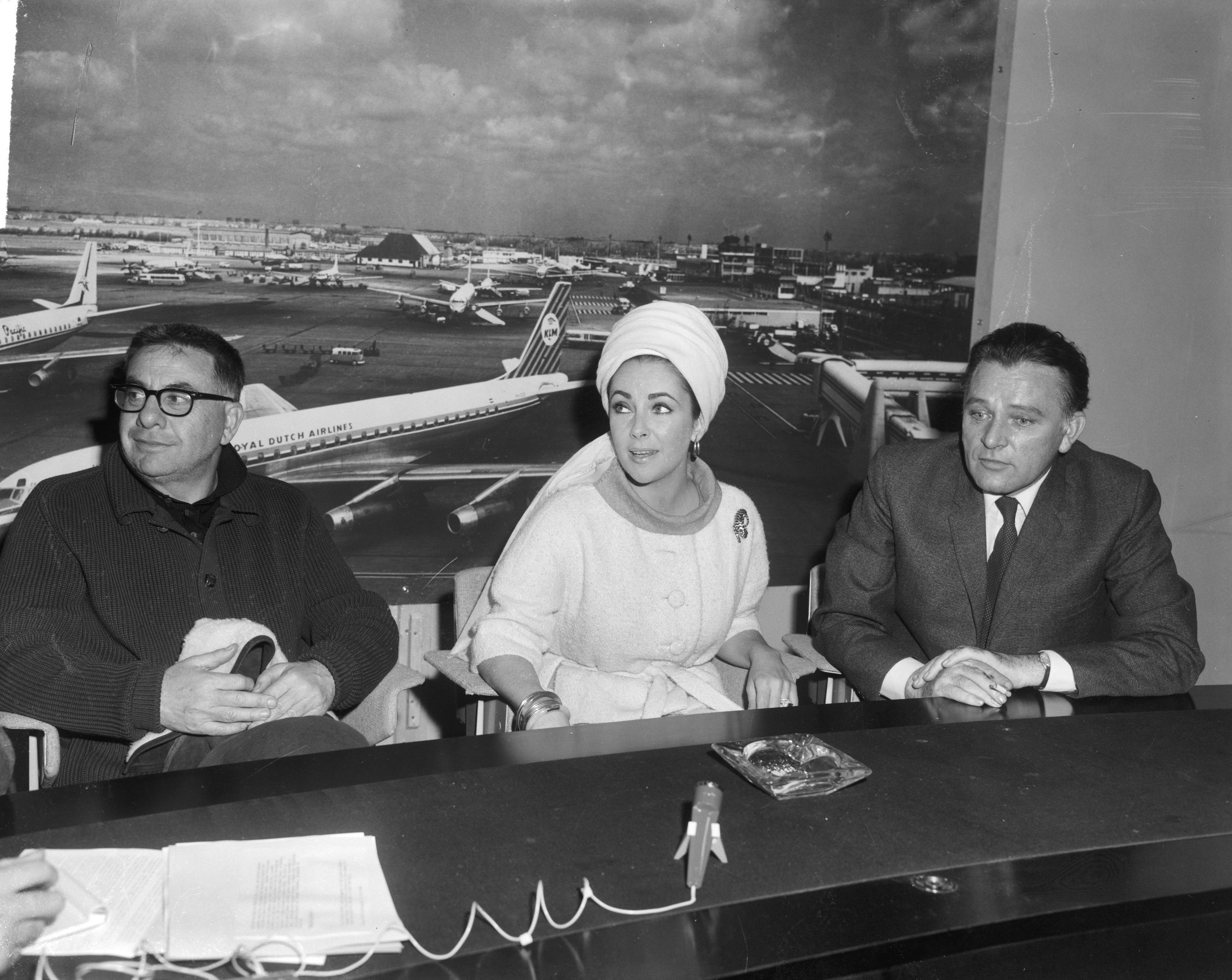
Martin Ritt en 1965 aux côtés d'Elizabeth Taylor et Richard Burton lors de la promotion de L'Espion qui venait du froid à Amsterdam.

Après avoir été garcon boucher (une de ses aventures qu'il eut au sein de cette profession serait à l'origine de l'idée de départ du scénario de Marty de Delbert Mann) puis des études en Caroline du Nord au collège d'Elon, puis à l'université de Saint John, où il pratique avec succès le football américain et l'art dramatique, Martin Ritt décide de devenir acteur. Révolté par les injustices sociales accentuées par les conséquences de la crise de 1929, il participe activement à des groupes de théâtre engagés, où il est, par exemple, l'un des seuls acteurs blancs dans la pièce Porgy and Bess et remarqué par l'administration Roosevelt, on lui confie de participer au projet du Federal Theater financé par le gouvernement. Comme Nicholas Ray, Elia Kazan et Joseph Losey, il va sillonner le pays en jouant et mettant en scène des pièces de la gauche radicale, ce qui lui vaudra plus tard quelques ennuis pendant la chasse aux sorcières. 
Engagé dans l'US Air Force, en 1941, Martin joua pour la première fois au cinéma en 1944 dans un petit rôle d'aviateur dans Winged Victory réalisé par George Cukor, après l'avoir interprété avec succès à Broadway. Démobilisé, il continue sa carrière d'acteur et de metteur en scène jusqu'en 1952, où il entre à la télévision. Il va y produire et diriger des adaptations de pièces de théâtre, notamment de Somerset Maugham pour le petit écran, où, là encore, il pensait pouvoir toucher plus de gens grâce à ce nouveau médium, sans renoncer à ses convictions. 
Mais, comme nombre de ses amis, Ritt se fait remarquer par une brochure anticommuniste, Counterattack, animé par des agents du FBI ; on le soupçonne alors de sympathie avec Moscou lors de ses activités pendant le New Deal. Ce qui lui vaudra d'être black-listé et interdit de télévision. Il retourne alors au théâtre jusqu'en 1956 et exerce à l'Actors Studio où il dirigera James Dean.
Pour ses débuts en 1957 à Hollywood, il adapte une pièce de Robert Alan Aurthur écrite pour la télévision (A Man Is Ten Feet Tall) sous le titre L'Homme qui tua la peur, fonctionnant sur un schéma conflictuel situé dans le milieu des syndicats de docker, avec Jack Warden, en chef d'équipe raciste, Sidney Poitier en noir humaniste et entre les deux John Cassavetes. Cette première œuvre reçut un succès d'estime, surtout pour sa direction d'acteurs bien maitrisée. Puis ce fut, la même année, No Down Payment, peinture de trois couples de la classe moyenne, avec Joanne Woodward (femme de Paul Newman), qui allait marquer le début d'une longue collaboration.
Suivirent trois films adaptés de romanciers : en 1958 Les Feux de l'été, tiré du Hameau de William Faulkner, avec le couple Newman-Woodward, Orson Welles et Angela Lansbury, L'Orchidée noire avec Anthony Quinn et Sophia Loren. En 1959, à nouveau Faulkner, dans Le Bruit et la Fureur avec Yul Brynner, Joanne Woodward. 
L'année suivante, c'est Cinq Femmes marquées, un quintette de jeunes femmes yougoslaves soutenant les partisans en lutte contre les nazis, avec Silvana Mangano, Vera Miles et Jeanne Moreau, dans une coproduction internationale. Puis suivirent trois films avec son acteur fétiche, Paul Newman : en 1961, Paris Blues, avec Woodward  et Poitier ; en 1963, Le Plus Sauvage d'entre tous, western moderne avec Patricia Neal et Melvyn Douglas, remportant trois oscars  et un grand succès critique ; en 1964, The Outrage adaptation mexicaine de Rashomon de Kurosawa avec Claire Bloom et Edward G. Robinson. Deux ans auparavant, Ritt tourna Aventures de jeunesse, d'après les récits autobiographiques de l'écrivain Ernest Hemingway.
À partir de 1965, Martin Ritt, ayant remporté des succès commerciaux et critiques, semble vouloir suivre une voie plus personnelle. Il s'attaque d'abord  au best-seller de John le Carré L'Espion qui venait du froid où, tout en respectant le roman d'espionnage, il trace, avec Richard Burton, le portrait d'un espion bureaucrate au temps de la guerre froide. Ce qui lui vaudra deux nominations aux Oscars. Et deux ans plus tard, il signe Hombre, portrait d'un blanc élevé par des apaches faméliques et parqués dans des réserves qui va se sacrifier pour sauver les passagers souvent racistes d'une diligence.

## Filmographie
- 1957 : L'Homme qui tua la peur (Edge of the City)
- 1957 : Les Sensuels (No Down Payment)
- 1958 : Les Feux de l'été (The Long, Hot Summer)
- 1958 : L'Orchidée noire (The Black Orchid)
- 1959 : Le Bruit et la Fureur (The Sound and the Fury)
- 1960 : Cinq Femmes marquées (Five Branded Women)
- 1961 : Paris Blues
- 1962 : Aventures de jeunesse (Hemingway's Adventures of a Young Man)
- 1963 : Le Plus Sauvage d'entre tous (Hud)
- 1964 : L'Outrage (The Outrage)
- 1965 : L'Espion qui venait du froid (The Spy Who Came in from the Cold)
- 1967 : Hombre
- 1968 : Les Frères siciliens (The Brotherhood)
- 1970 : Traître sur commande (The Molly Maguires)
- 1970 : L'Insurgé (The Great White Hope)
- 1972 : Peter et Tillie (Pete 'n' Tillie)
- 1972 : Sounder
- 1974 : Conrack
- 1975 : Double Jeu (Der Richter und sein Henker) de Maximilian Schell
- 1976 : Le Prête-nom (The Front)
- 1978 : Casey's Shadow
- 1979 : Norma Rae
- 1981 : Back Roads
- 1983 : Marjorie (Cross Creek)
- 1985 : Murphy's Romance
- 1988 : Cinglée (Nuts)
- 1990 : Stanley et Iris (Stanley and Iris)